# Monocerotesa maculata
Monocerotesa maculata är en fjärilsart som beskrevs av W. Warren 1896. Monocerotesa maculata ingår i släktet Monocerotesa och familjen mätare. Inga underarter finns listade i Catalogue of Life.